# 陳智淦
陳智淦（Charlie Sophonpanich），男，籍貫廣東潮陽，泰國企业家，現任曼谷亞洲投資有限公司董事經理、亞洲證券有限公司常務董事長、泰國城市地產有限公司總裁。盤谷銀行是其祖業。

## 生平
在美國接受教育。近年來陳智淦進入地產領域發展，成為一個知名的發展商。陳智淦亦擔任泰國青年企業家協會主席等公職曾到甘肅蘭州、敦煌、甘南、臨夏等地考察。

## 家族
泰國華僑陳弼臣之孫。盤谷銀行前總裁陳有漢次子，陳智深胞弟。陳弼臣家族成員。

## 資料來源
1. ↑  泰國青年企業家協會甘肅考察

## 外部連結
- 財富百人協會
- Chatri Sophonpanich comment on his sons Chartsiri Sophonpanich & Charlie Sophonpanich
- 嘉定新城 盤古天地 地產項目
- 東盟博覽會組委會副主任到訪泰國 （页面存档备份，存于）